# Давиотис, Йоргос
Йоргос Давиотис (греч. Γεώργιος Νταβιώτης; 29 июня 1998, Афины, Греция) — греческий футболист, вингер клуба «Атромитос».

## Клубная карьера
Давиотис — воспитанник столичного клуба «Атромитос». 25 августа 2019 года в матче против «Ларисса» он дебютировал в греческой Суперлиге.